# Enrique Corrales
Enrique Corrales Martín est un footballeur espagnol né le 1er mars 1982 à Séville, qui évolue au poste de latéral gauche.